# Andalgalomys
Andalgalomys és un gènere de rosegadors de la família dels cricètids. Les tres espècies d'aquest grup són oriündes de Sud-amèrica. Tenen una llargada de cap a gropa de 8–14 cm, una cua de 10–14 cm i un pes de 21–35 g. El pelatge dorsal és de color marró groguenc, mentre que el pelatge ventral i els peus són blancs. El nom específic Andalgalomys significa ‘ratolí d'Andalgalá’ en llatí.